# (591) Irmgard
(591) Irmgard est un astéroïde de la ceinture principale découvert par August Kopff le 14 mars 1906.